# Market Square Massacre
Market Square Massacre är en live-DVD av det finska metalbandet Lordi. Den innehåller bland annat en konsert i Finland inför 90 000 personer. Andra saker den innehåller är några musikvideor, spelningar från Finlands uttagning till Eurovisionsschlagerfinalen och en kort skräckfilm som heter The Kin och spelades in 2004.

## Låtlista
Live At The Helsinki Market Square:
1. Bringing Back The Balls To Rock
2. Devil Is A Loser
3. Blood Red Sandman
4. It Snows In Hell
5. Would You Love A Monsterman?
6. Hard Rock Hallelujah

Eurovision Specials:
1. Hard Rock Hallelujah (live at the Eurovision quafilications)
2. Bringing Back The Balls To Rock (live at the Eurovision quafilications)
3. Hard Rock Hallelujah (live after winning the Finnish Eurovision)

Hello Athens Documentaries (en finländsk dokumentär om bandets närvaro i Aten.)
The Kin Movie:
1. The Kin Movie
2. Gallery
3. Storyboard
4. Making of

Music Videos:
1. Would You Love A Monsterman? (2006)
2. Who's Your Daddy?
3. Hard Rock Hallelujah
4. Blood Red Sandman
5. Devil Is A Loser